# Li Jingjing (canoë-kayak)
Dans ce nom chinois, le nom de famille, Li, précède le nom personnel.
Pour les articles homonymes, voir Li Jingjing.
Li Jingjing (en chinois : 李晶晶), née le 1er février 1985 à Changle, est une kayakiste chinoise pratiquant le slalom.

## Carrière
Li Jingjing dispute trois éditions des Jeux olympiques, dans la discipline du K1 slalom. Elle est 18e en 2004 à Athènes, 13e en 2008 à Pékin et 11e en 2012 à Londres.
Elle est également médaillée d'argent en K1 slalom aux Jeux asiatiques de 2010 à Canton.

## Palmarès

### Jeux asiatiques
- médaille d'argent en K1 slalom aux Jeux asiatiques de 2010 à Canton